# Anelosimus eximius
Anelosimus eximius är en spindelart som först beskrevs av Eugen von Keyserling 1884.  Anelosimus eximius ingår i släktet Anelosimus och familjen klotspindlar. Inga underarter finns listade i Catalogue of Life.